# PGM-11 레드스톤

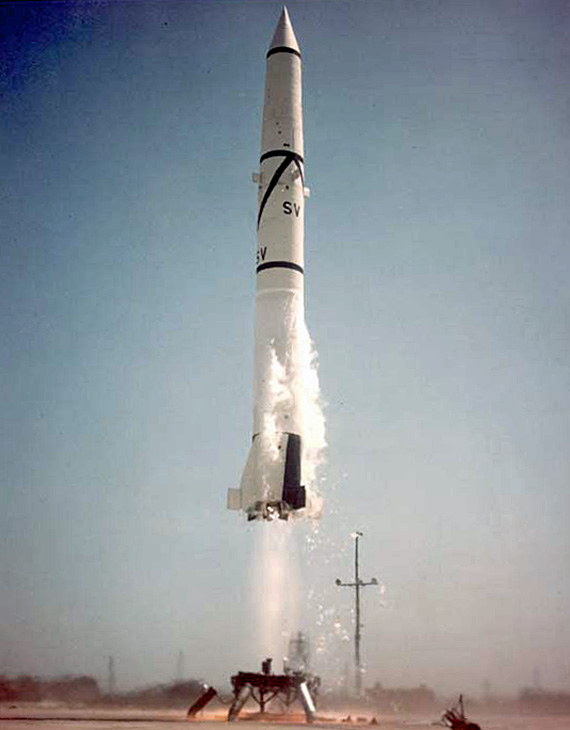

PGM-11 레드스톤은 미국 최초의 대형 탄도 미사일이다. 단거리 탄도 미사일(SRBM)이며, 독일의 V-2 로켓의 직계후손이다. 1950년부터 개발을 시작, 1952년부터 생산되었다. 무게 27,763 kg, 500 kt 핵탄두, 사거리 323 km km, 1단 액체로켓이다.

## 퍼싱
레드스톤은 MGM-31 퍼싱 미사일로 대체되었다.

## V-2 로켓
레드스톤 미사일은 2차대전 독일의 유명한 V-2 로켓의 직계후손이다. 페이퍼클립 작전으로, V-2를 만들던 독일 과학자들을 미국에 데려와 레드스톤을 만들었다.

## 우주로켓
머큐리-레드스톤 로켓으로 개조되어, 1961년 미국 최초의 유인우주선을 발사했다. 레드스톤 미사일은 1964년 퇴역했지만, 1967년 호주 최초의 인공위성 발사를 도왔다.